# Büdinger Tunnel
Der Büdinger Tunnel und der Effolderbacher Tunnel sind die einzigen Tunnel an der Bahnstrecke Gießen–Gelnhausen.

## Geografische Lage
Der Tunnel liegt südlich von Büdingen und östlich von Vonhausen bei Streckenkilometer 58,41. Er unterfährt einen westlichen Ausläufer des Großen Reffenkopfes – den Kreischberg, einer Erhebung in der Mittelgebirgslandschaft am östlichen Rand der Wetterau, zugleich die Wasserscheide zwischen Seemenbach und Gründau.

## Bauwerk
Es handelt sich um einen gradlinigen Durchstich durch die Erhebung. Der Tunnel wurde 1868 bis 1870 mit einem hufeisenförmigen Profil gebaut und für den zweigleisigen Betrieb ausgelegt. Verlegt aber wurde zunächst nur ein Gleis, wobei es auch blieb. Die Tunnelportale und die Wände der vorgelagerten Böschung sind mit rotem Buntsandstein ausgemauert.

## Wissenswert
Am Ende des Zweiten Weltkriegs war der Sonderzug von Hermann Göring kurzfristig im Tunnel abgestellt.
Das Bauwerk ist heute ein Kulturdenkmal nach dem Hessischen Denkmalschutzgesetz.
Die Einschnitte der Bahntrasse vor den beiden Tunnelportalen sind wichtige geologische Aufschlüsse. Sie geben einen Einblick in fossilienführende Formationen des Zechstein und des Zechsteinmeeres.